# Adolf Friedrich von Schack (Lenbach)
Adolf Friedrich von Schack ist der Bildtitel mehrerer Gemälde von Franz von Lenbach, auf denen dieser den Dichter, Literaturhistoriker und Kunstsammler Adolf Friedrich von Schack porträtiert hat. Zwei dieser Gemälde befinden sich im Bestand der Sammlung Schack in München.

## Geschichte
Lenbach hatte Schack 1862 in München kennengelernt. 1863 reiste er nach Italien, um für Schacks Gemäldesammlung  Kopien von Gemälden alter Meister anzufertigen. Schack erwarb auch einige Gemälde, die Lenbach aus eigenem Antrieb gemalt hatte, u. a. den Hirtenknaben. Seit 1862 fertigte Lenbach mehrere Porträts von Schack an, die diesen zu einer Zeit zeigen, als er auf der Höhe seines Wirkens als Sammler und Autor stand. Schack ist auch im Hintergrund auf dem Gemälde Der Tocador de la Reina auf der Alhambra in Granada abgebildet, dass Lenbach während einer gemeinsamen Reise nach Südspanien in Granada gemalt hat.

## Porträt von 1870
Das Gemälde hat eine Höhe von 92 cm und eine Breite von 71,5 cm. Es ist mit Ölfarbe auf Leinwand gemalt.
Es zeigt Schack in Halbfigur vor einem dunklen Hintergrund. Er ist in einer förmlichen Pose mit schwarzem Gehrock und Mantel und mit einem Ordenskreuz auf der Brust dargestellt und blickt nach links.

## Porträt von 1875
Das Gemälde hat eine Höhe von 95 cm und eine Breite von 72,2 cm. Auch diese Version ist mit Ölfarbe auf Leinwand gemalt.
Auch dieses Bild zeigt Schack in Halbfigur vor einem dunklen Hintergrund. Hier ist er in einer etwas ungezwungeneren Haltung dargestellt. Sein linker Arm ruht auf einem Podest, und der der Kopf ist in nachdenklicher Haltung auf die Hand gestützt. Sein Blick schweift nach rechts in die Ferne.